# Elias Coueter
Elias Coueter (* 15. August 1896 in Damaskus, Syrien; † 16. Juni 1985) war Bischof der Melkitischen Griechisch-Katholischen Kirche für alle Melkiten in Brasilien mit Bischofssitz in São Paulo.

## Priester, Seelsorger und Lehrer
Elias Coueter war der Sohn von Antoun Saada Coueter und dessen Ehefrau Wasilla und wuchs bei Damaskus auf. Im Alter von elf Jahren kam er in das Priesterseminar St. Anna in Jerusalem, welches von den Weißen Vätern geleitet wird. Zwischen 1914 und 1918 mussten alle Priesterseminare ihren Betrieb einstellen, die Seminaristen kehrten an ihre Heimatorte zurück. Nach dem  Ersten Weltkrieg setzte Coueter seine Schulausbildung in Damaskus fort und studierte Philosophie und Theologie. Am 20. Juli 1925 erhielt er die Priesterweihe und versah danach pastorale und seelsorgerische Tätigkeiten in Beirut, Damaskus und Kairo. Für einige Zeit war er an der Schwesternschule der Schwestern von Besançon (École Besançon) als Seelsorger und Direktor für arabische Studien tätig. 1936 wurde er als Archimandrit in die melkitische Pfarrgemeinde nach Detroit (USA) entsandt.

## Bischof von Brasilien
1939 kam Elias Coueter nach Brasilien und führte den Aufbau der Gemeinden fort. Zunächst übernahm er die melkitische Gemeinde im Erzbistum Rio de Janeiro und erhielt die Genehmigung, in einer römisch-katholischen Kirche in Rio de Janeiro den Gottesdienst im byzantinischen Ritus zu feiern. Von dieser Gemeinde erhielt er auch ein Büro und Unterkunft. Er organisierte den Bau einer eigenen Pfarrkirche, der späteren Kirche des Heiligen Basilius, mit deren Bau 1941 begonnen und die 1946 vom Erzbischof an die melkitische Gemeinde übergeben wurde. Bis 1951 hatte sich die Gemeinde, die sich aus Melkiten, Maroniten, Ukrainisch-katholischen,  Russisch-griechisch-katholischen, Rumänisch-griechisch-katholischen und Syrisch-katholischen Gläubigen zusammensetze, deutlich vergrößert. Im gleichen Zeitraum hatte sich auch die Gemeinde in Paraíso bei São Paulo ebenfalls vergrößert, nach ihr sollte später die Eparchie benannt werden.
Erzbischof Jaime de Barros Câmara von Rio de Janeiro (1943–1971) ernannte ihn 1951 mit Zustimmung des Heiligen Stuhls und dem Melkitischen Patriarchen von Antiochien Maximos IV. Sayegh zum Generalvikar und übertrug ihm die Verantwortung für alle melkitischen Christen in Brasilien. Am 25. November 1960 wurde er zum Titularbischof von Taua ernannt und zum Weihbischof für die byzantinischen Katholiken in Brasilien berufen. Die Bischofsweihe wurde am 5. Februar 1961 durch Erzbischof Elias Zoghbi von Baalbek (Libanon) vollzogen. Mitkonsekratoren waren der Bischof Paulo Rolim Loureiro von Mogi das Cruzes und der Bischof José Romão Martenetz OSBM von São João. Kurz nach seiner Bischofseinsetzung nahm er an den beiden letzten Sitzungsperioden des Zweiten Vatikanischen Konzils teil.
Mit dem durch Papst Paul VI. erlassenen Dekret von 1972 erhielt die Melkitische Griechisch-Katholische Kirche einen eigenen Bischofssitz in Brasilien. Zum ersten Bischof für alle Melkiten des byzantinischen Ritus in Brasilien mit der neuen Eparchie Nossa Senhora do Paraíso em São Paulo (deutsch Unserer Lieben Frau von Paradies in São Paulo) wurde Elias Coueter eingesetzt. 1977 reichte er altersbedingt seinen Rücktritt ein und wurde am 22. Juni 1978 emeritiert, bis zu seinem Tode am 16. Juni 1985 war er Altbischof der Melkiten in Brasilien.